# Grünschlade
Grünschlade ist einer von 106 Ortsteilen der Gemeinde Reichshof im Oberbergischen Kreis im nordrhein-westfälischen Regierungsbezirk Köln in Deutschland.

## Lage und Beschreibung
Die nächstgelegenen Zentren sind Waldbröl (15 km südwestlich), Gummersbach (31 km nordwestlich), Olpe (20 km nordöstlich), Köln (68 km westlich) und Siegen (41 km südöstlich).

## Geschichte
Das kleine Örtchen am Rande der Odenspieler Feldflur ist wohl etwa um 1700 entstanden.
 1731 bestand der Ort aus vier Haushalten mit insgesamt rund 20 Personen, alle mit dem Namen Müller.
| Bevölkerungsentwicklung | Bevölkerungsentwicklung |
| Jahr                    | Einwohner               |
| ----------------------- | ----------------------- |
| 1817                    | 19                      |
| 1861                    | 21                      |
| 1982                    | 20                      |
| 1991                    | 20                      |
| 2005                    | 21                      |
| 2007                    | 21                      |
| 2008                    | 23                      |
| 2017                    | 14                      |
| 2018                    | 16                      |
| 2019                    | 16                      |